# Мисија Кашмир
Мисија Кашмир индијски је филм из 2000. године.

## Улоге
| Глумац          | Улога           |
| --------------- | --------------- |
| Санџај Дат      | Инајат Кан      |
| Хритик Рошан    | Алтаф Кан       |
| Прити Зинта     | Суфија Парвез   |
| Џеки Шроф       | Хилал Кохистани |
| Сонали Кулкарни | Нилима Кан      |
| Пуру Раџкумар   | Малик Ул Кан    |
| Абаj Чопра      | Авинаш Мату     |
| Винит Шарма     | ГУрдип Синг     |
| Рајендра Гупта  |                 |
| Ашок Бантија    | Шарафат         |